# Parlamentswahlen im Treuhandgebiet Pazifische Inseln 1976
Die Parlamentswahlen im Treuhandgebiet Pazifische Inseln 1976 (Parliamentary elections) wurden am 2. November 1976 im Treuhandgebiet Pazifische Inseln durchgeführt, mit Ausnahme von Palau, wo sie aufgrund von Rechtsstreitigkeiten um Distriktseinteilungen auf den 7. Dezember verschoben wurden. Die Wahlen waren die letzten territoriumsumfassenden Wahlen; die Wahlen, welche für 1978 geplant waren, wurden abgesagt, da das Territorium aufgeteilt wurde in die Föderierten Staaten von Mikronesien, die Marshallinseln und Palau.

## Wahlsystem
Das Zweikammersystem des Congress bestand aus einem Senat mit zwölf Mitgliedern mit jeweils zwei Mitgliedern aus jedem der sechs Distrikte und einem House of Representatives mit 21 Mitgliedern mit Sitzen proportional zur Bevölkerung jedes Distrikts – sieben von Truk, fünf von den Marshallinseln und vier von Ponape, drei von Palau und zwei von Yap, sowie einem vom neuen Distrikt Kosrae. Die Nördlichen Marianen, welche bis dahin drei Abgeordnete gestellt hatten, waren 1975 zum US Commonwealth (US-Außengebiet) geworden.
Wahlen wurden alle zwei Jahre im November von geradzahligen Jahren durchgeführt für alle Mitglieder des House of Representatives und die Hälfte des Senats (ein Mitglied aus jedem Distrikt). Zwei Senatoren wurden für den neuen District of Kosrae gewählt.

## Wahlergebnisse

### Senat
| Distrikt                                      | Abgeordneter    | Anmerkungen           |
| --------------------------------------------- | --------------- | --------------------- |
| Kosrae                                        | Joab Sigrah     | früherer Abgeordneter |
| Kosrae                                        | Hirosi Ismael   |                       |
| Marshalls                                     | Wilfred Kendall | wiedergewählt         |
| Palau                                         | Kaleb Udui      |                       |
| Ponape                                        | Bailey Olter    | wiedergewählt         |
| Truk                                          | Tosiwo Nakayama | wiedergewählt         |
| Yap                                           | John Mangefel   | wiedergewählt         |
| Quelle: Highlights, Highlights (google books) |                 |                       |

### Repräsentantenhaus
| Distrikt                                      | Wahlkreis    | Abgeordneter      | Anmerkungen   |
| --------------------------------------------- | ------------ | ----------------- | ------------- |
| Kosrae                                        | 1st District | Kasuo Isisaki     |               |
| Marshalls                                     | 1st District | John Heine        |               |
| Marshalls                                     | 2nd District | Chuji Chutaro     |               |
| Marshalls                                     | 3rd District | Ekpap Silk        | wiedergewählt |
| Marshalls                                     | 4th District | Ruben Zackhras    |               |
| Marshalls                                     | 5th District | Ataji Balos       | wiedergewählt |
| Palau                                         | 1st District | Kuniwo Nakamura   | wiedergewählt |
| Palau                                         | 2nd District | Polycarp Basilius | wiedergewählt |
| Palau                                         | 3rd District | Isidoro Rudimch   | wiedergewählt |
| Ponape                                        | 1st District | Daro Weital       |               |
| Ponape                                        | 2nd District | Kikuo Apis        |               |
| Ponape                                        | 3rd District | Edgar Edwards     | wiedergewählt |
| Ponape                                        | 4th District | Bethwel Henry     | wiedergewählt |
| Truk                                          | 1st District | Sasauo Haruo      | wiedergewählt |
| Truk                                          | 2nd District | Chiro Albert      |               |
| Truk                                          | 3rd District | Julio Akapito     |               |
| Truk                                          | 4th District | Raymond Setik     | wiedergewählt |
| Truk                                          | 5th District | Lambert Aafin     | wiedergewählt |
| Truk                                          | 6th District | Hans Wiliander    |               |
| Truk                                          | 7th District | Kalisto Refonopei | wiedergewählt |
| Yap                                           | 1st District | Luke M. Tman      | wiedergewählt |
| Yap                                           | 2nd District | John Haglelgam    | wiedergewählt |
| Quelle: Highlights, Highlights (google books) |              |                   |               |

## Nachwirkungen
Nach den Wahlen wurde Tosiwo Nakayama als Präsident des Senats wiedergewählt, während Bethwel Henry als Sprecher des Repräsentantenhauses wiedergewählt wurde.